# 尾鷲町
尾鷲町（おわしちょう）は、三重県北牟婁郡にあった町。現在の尾鷲市（おわせし）の北半にあたる。

## 地理
降水量が多い気候に特徴があり、「尾鷲の雨」として知られる。
- 海洋：熊野灘 尾鷲湾
- 山岳：八鬼山、高峰山
- 河川：又口川、古川、矢ノ川

## 歴史
- 1889年（明治22年）4月1日 - 町村制の施行により、尾鷲南浦・矢浜村・向井村・大曽根浦・尾鷲中井浦・天満浦の区域をもって北牟婁郡尾鷲町が発足。
- 1954年（昭和29年）6月20日 - 尾鷲町が北牟婁郡須賀利村、九鬼村、南牟婁郡北輪内村・南輪内村と合併して尾鷲市が発足。同日尾鷲町廃止。

## 行政

### 歴代町長
- 1889年（明治22年） - 1901年（明治34年） 土井忠兵衛
- 1901年（明治34年） - 1911年（明治44年） 箸尾喜三太
- 1911年（明治44年） - 1915年（大正4年） 栗原実也
- 1915年（大正4年） - 1918年（大正7年） 北村富士太郎
- 1918年（大正7年） - 1922年（大正11年） 小川米太郎
- 1922年（大正11年） - 1930年（昭和5年） 大井順之助
- 1930年（昭和5年） - 1931年（昭和6年） 中村義三
- 1932年（昭和7年） - 1936年（昭和11年） 浜田正平
- 1936年（昭和11年） - 1946年（昭和21年） 岡耕之
- 1947年（昭和22年） - 1950年（昭和25年） 岩城悌
- 1950年（昭和25年） - 1954年（昭和29年） 太田寿

出典 : 『尾鷲市史 下巻』

## 経済

### 産業
企業
- 尾鷲電気 - 尾鷲町には、1910年（明治43年）から1927年（昭和2年）にかけて尾鷲電気という電気事業者が存在し、町内への電気の供給を担っていた[3]。その後の再編を経て1951年（昭和26年）以降は中部電力の供給区域である[4]。

金融機関
- 尾鷲銀行[1]

商業
- 浜田常助（濱田商店、呉服太物、洋反物商、林業）[1]
- 土井大助（呉服太物、洋反物商、度量衡販売）[1]
- 田村房次郎（呉服太物、雑貨商）[1]
- 福山伊兵衛（ふじや、呉服太物、洋反物）[1]
- 北村熊吉（北忠分店、呉服太物、洋物商）[1]
- 宮井芳兵衛（宮井商店、呉服太物、洋反物商、林業）[1]
- 土井八郎兵衛（土井本店、林業）[1]
- 土井藤右衛門（南土井商店、林業、醤油醸造）[1]
- 内山鉄之助（諸材木商）[1]
- 浜田與右衛門（海産鑵詰業）[1]
- 永井新六（海産物卸商）[1]
- 小林與四郎（海産物諸鑵詰商）[1]
- 明慶只助（海産物商）[1]
- 田村忠三郎（青物乾物商）[1]

## 教育

### 高等学校
- 三重県立尾鷲高等学校

### 中学校
- 尾鷲町立尾鷲中学校

### 小学校
- 尾鷲町立尾鷲小学校
- 尾鷲町立向井小学校
- 尾鷲町立矢浜小学校
- 尾鷲町立宮之上小学校

### 社会教育
- 尾鷲町立公民館
- 尾鷲町立図書館

## 交通

### 鉄道
- 日本国有鉄道
  - 紀勢東線（現・紀勢本線）
    - 尾鷲駅

現在は旧町域に紀勢本線の大曽根浦駅が所在するが、当時は路線自体が未開業。

### 道路
- 国道170号（現・国道42号）

現在は旧町域に紀勢自動車道の尾鷲北インターチェンジが所在するが、当時は未開通。

## 施設
- 尾鷲町立病院
- 三重県厚生農業協同組合連合会 紀勢病院

## 出身・ゆかりのある人物
- 土井八郎兵衛（三重県多額納税者、土井林業代表取締役、尾鷲索道社長、尾鷲銀行頭取）

## 名所・旧跡
- 熊野古道伊勢路
  - 馬越峠
- 尾鷲神社